# Marilyn Douala Bell

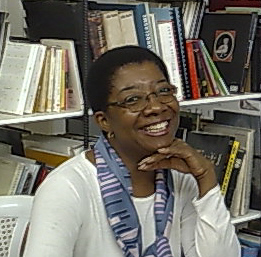
Marilyn Douala Bell (2009)

Marilyn Douala Bell (* 1957 in Kamerun) ist eine kamerunisch-französische Sozialökonomin und Präsidentin der Kulturorganisation doual'art.

## Leben
Marilyn Douala Bell wurde 1957 im kamerunischen Douala als Tochter von René Douala Manga Bell und Delphine Bonny M'Bedy Emboumbou geboren. Ihr Vater (1927–2012) wurde 1966 König des Douala-Volkes und damit Nachfolger seines Onkels Alexander Douala-Bell. Sie studierte in Paris Entwicklungsökonomie und schloss mit einem M.D. ab. In Paris lernte sie auch ihren Ehemann, den aus dem Elsass stammenden Kunsthistoriker Didier Schaub, kennen. Nach ihrer Heirat 1986 kehrten sie in ihre Heimatstadt Douala zurück. Sie führt in ihrem Herkunftsland den Titel Princess.

## Karriere
Von 1988 bis 1993 war sie Delegierte und für Zentralafrika zuständige Managerin der Association pour la Promotion des Initiatives Communautaires Africaines (APICA), einer panafrikanischen Nichtregierungsorganisation mit Sitz in Douala. Von 1990 bis 1991 dokumentierte und analysierte sie Geschäftsbeziehungen zwischen der Bevölkerung, Gründern und staatlichen Akteuren im Bereich Stadtentwicklung in Kooperationen zwischen der APICA, der französischen Freiwilligen-Gesellschaft (Association Française de Volontaire du Progrès) und der NGO Groupe de Recherches et d'Echanges Technologiques.
Seit 1994 arbeitete sie als international anerkannte Expertin für städtische und ländliche Entwicklung mit der Schweizer DDC, der Weltbank, der Europäischen Kommission und der deutschen Gesellschaft für Internationale Zusammenarbeit. Seit dem Jahr 2000 ist sie für die dezentrale Koordination partizipativer Stadtentwicklungspolitik im Elsass verantwortlich.
Douala Bell gründete 1991 zusammen mit anderen die Kulturorganisation und das Zentrum für zeitgenössische Kunst doual'art. 2007 initiierten sie und Didier Schaub den Salon Urbain de Douala als Kunst-Triennale. Sie unterstützte zahlreiche Konferenzen in Kooperation mit unabhängigen Kulturorganisationen wie den Kenya Workshop, der durch die Mondriaan-Foundation organisiert wurde, und das Curating in Africa Symposium bei der Tate Modern in London. Im April 2021 wurde die von ihr kuratierte Ausstellung „Hey Hamburg. Kennst Du Rudolf Manga Bell?“ im Hamburger Museum am Rothenbaum – Kulturen und Künste der Welt (MARKK) eröffnet.

## Auszeichnungen
- 2021: Goethe-Medaille für die Aufarbeitung der deutschen Kolonialgeschichte in Kamerun und die Festigung der eigenen kamerunischen Identität[7]

## Veröffentlichungen
- M. Douala Bell, L. Babina (Hrsg.): Douala in Translation. A view of the city and its creative transformative potentials. episode publishers, Rotterdam, 2007, ISBN 978-90-5973-071-7
- Lexique du dévéloppement à la base, Editions APICA, 1997[8]
- La crise structurelle des économies minières africaines: les enseignements des années 70, University of Sussex, 1984